# چرنیتسک
چرنیتسک (به لاتین: Chernitsk) یک منطقهٔ مسکونی در روسیه است که در سرزمین آلتای واقع شده‌است.